# タブ (賭博)
タブは日本における本格的な賭博の一種である。数人程度（理論上は2人以上何人でも）が、中央に開けた穴にざるを取り付けた円卓か床や畳に置いたざるの周りに車座になって、サイコロ3個を用いて行う。名称は「タブサイ」あるいは「タブサキ」の省略であるが、それらの由来は不明である。
親と子が自分の前にそれぞれ金銭を「張る」（その回の賭け金として提示する）。親がサイコロをざるに投じ、勝敗に応じて金銭が親と子との間でやり取りされる（子同士の間でのやり取りは無い）。
専用の円卓が必須ではないうえ、胴元が固定しているのではなく親の権利が順番に回って来る「廻り胴（回り胴）」であるが、日本の大衆的サイコロ賭博であるチンチロリンのように仲間内の単なる遊びではなく、賭場の開帳に暴力団が関与したり、暴力団員が参加したりすることが通常だと考えられる。九州で生まれた賭博と思われるものの、いつの頃からか関西にも普及した模様である。
なお、この賭博は、サイコロ3個を用いチンチロリンと似た面があるものの、サイコロを投じるのが親だけといった点など、ルール全体が異なる。

## 用語
- ナリ（成り）：サイコロ3個が    やゾロ目となるか、3個の目の合計が8、9､18となった場合。
親の勝ち。
- ブチ：サイコロ3個が    となるか、3個の目の合計が11、12となった場合。
親の負け。
- ニゲ（逃げ）：サイコロ3個の目の合計が4～7、10、13～17となった場合（    やゾロ目や    を除く）。
引き分け。親の権利は隣のプレイヤーに移る。
例えば    と出た場合、、ニゲとなる。
- シゴロ（シンゴロウ、シゴロク）：四五六（    ）。
ナリとなる。
- ヒフミ（イニサン、イチニッサン）：一二三（    ）。
ブチとなる。
- ションベン（しょんべん、小便）／脱賽（ダッサイ）：投じたサイコロが1個でもざるからこぼれること。
親の負け。
- ミナ（皆）：子全員（右隣から）との勝負の意思を示しサイコロを投じる際に発声する語。
発声せず黙ってサイコロを投じた場合はス（次項）となる。
- ス（素）：発声せずサイコロを投じ無勝負となること。
親の権利は右隣の人間に移る。
- サイ絡み：サイコロがざるにもたれて斜めに止まり出た目が決定しないこと。
無勝負振り直しとなる。
- 見（ケン）：子がコマを張って勝負するのを見送る（コマを張らない、その回の勝負には参加しない）こと。
- 親落ち：（親がブチ・ニゲ・ス・ションベンのいずれかにより）親でなくなること。親の権利は右隣の人間に移る。
- アライ（洗い）：親が続投の権利を放棄する（親落ちしていないのに親の権利を右隣の人間に譲る）こと。スをすること。

## 手順
最初の親を決める（参加者全員がサイコロ1個を振って出た数が最も大きい者を最初の親とすることもある）。
1. 親と子は金銭をそれぞれ張る（自分の前に置いた金銭とは別に金額を発声して張る額を指定することもできる）。その回の勝負に参加しない（見をする）子は自分の前に置いた金銭の上に手を置く。親がそれぞれの子と一定の金額の勝負をする場合は「…（円）通し」と言う。
2. 親は（通常通り右回りで）子全員と勝負していく（ミナ）かその回の勝負の相手を指定しサイコロ3個をざるに投じる。
  - 「…番」と言えば、右隣から数えて…番目の子とだけの勝負となる。
  - 「カタ」と言えば、右隣の子とだけの勝負となる。
  - 「ケツ」と言えば、左隣の子とだけの勝負となる。
  - 「ケツカタ」と言えば、左隣の子・右隣の子の順でこの2人との勝負となる。
  - 「ケツから」と言えば、（通常とは逆に）左回りでの子全員との勝負となる。
3. 親が投じたサイコロ3個の結果で勝敗が決まり金銭のやり取りがある。
  - ナリならば親の勝ちで親は子が張った金銭を自分が張った金銭と同額になるまで右隣の子から順に受け取っていく。
  - ブチやションベンならば親の負けで親は自分が張った金銭がなくなるまで右隣の子から順にそれぞれの子の張った金銭と同額を支払っていき親落ち。
  - ニゲならば引き分けで親落ち。
  - スならば無勝負だが親は交代。
  - サイ絡みならば無勝負で振り直し。
4. 金銭のやり取りが済んだら、親落ちやスの場合には新しい親（親の権利を新たに得た者が親を引き受けない場合は親の権利はさらに回って新しい親が決まるが親を引き受けないことは実際にはあまりない）、そうでなければ元の親のもとで、同様に繰り返す。

## ローカルルール・ハウスルールなど
と出た場合、サイコロ3個の目の合計が12なので10を引いて2であるため、ゾロ目であるにもかかわらずこれをニゲとするルールがある。